# Bolam (Northumberland)
Bolam – wieś w Anglii, w hrabstwie Northumberland, w dystrykcie (unitary authority) Northumberland, w civil parish Belsay. Leży 24 km na północny zachód od miasta Newcastle upon Tyne i 419 km na północ od Londynu. W 1951 roku civil parish liczyła 60 mieszkańców.